# Owney Madden
Owney „The Killer“ Madden, eigentlich  Owen Victor Madden (* 18. Dezember 1891 in Leeds, England; † 24. April 1965 Hot Springs, Arkansas), war ein einflussreicher Gangster in New York City in den 1920er bis 1930er Jahren.
Als gebürtiger Brite wird er den irischen Mobstern zugerechnet und gilt von 1921 bis 1934 als Führer der irischen Gangster im Manhattaner Viertel Hell’s Kitchen. Er war Eigentümer des legendären Cotton Club in Harlem und in den 1930er Jahren auch einer der führenden Boxpromoter in den Vereinigten Staaten.

## Leben

### Frühe Jahre
Owney Madden war der Sohn von Francis und Mary Owen (geb. O’Neil) Madden. Die Familie zog von Leeds nach Wigan und schließlich nach Liverpool. Schon sein Vater plante mit der Familie in die USA auszuwandern, aber erst nach seinem Tod erreichte die Mutter – zunächst alleine – an Bord der Oceanic 1901 New York City, wo sie bei ihrer verwitweten Schwester Elizabeth O’Neil in der 352 10th Avenue in Manhattan unterkam.
Madden, sein älterer Bruder Martin und seine jüngere Schwester Mary warteten solange in Leeds, bis ihre Mutter ihnen ebenfalls eine Passage nach New York verschaffen konnte. Innerlich blieb Madden seiner alten Heimat immer verbunden; seinen britischen Pass gab er erst in den 1940er Jahren auf und sprach auch in New York weiter mit seinem nordenglischen Akzent.

### Gophers-Bande
Am 4. Juni 1902 kamen die Madden-Kinder an Bord der Teutonic in New York City an. Die Familie wohnte im Stadtteil Hell’s Kitchen. Madden schloss sich dort Ende des gleichen Jahres den Gophers an, was seinen Einstieg in eine kriminelle Karriere bedeutete. Insbesondere im Kampf seiner Bande gegen die Hudson Dusters erwarb er sich eine einschlägige Reputation. Seinen Spitznamen „The Killer“ erhielt er, nachdem er einen italienischen Mobster erschossen hatte, und obwohl er dabei laut seinen Namen und seine Adresse gerufen hatte, sich hinterher kein Belastungszeuge finden konnte.
Bis 1910 – im Alter von 18 Jahren – war Madden zu einem bekannten Mitglied seiner Bande aufgestiegen und führte bereits etwa ein Drittel der Mitglieder an. Zu diesem Zeitpunkt wurden ihm bereits fünf Morde an Mitgliedern rivalisierender Banden zugerechnet. Dadurch erzielte er ein Einkommen aus Schutzgelderpressungen und anderen illegalen Aktivitäten von rund 200 US-Dollar pro Tag.
In den folgenden drei Jahren erreichte mit Madden der Einfluss der Gophers seinen Höhepunkt, da Madden zahlreiche waffengewandte Mitglieder rekrutierte und mit deren Hilfe in das Gebiet von benachbarten Banden eindrang; insbesondere die Hudson Dusters waren davon betroffen.
Am 6. Dezember 1912 verübten drei Mitglieder dieser Bande ein Attentat auf Madden und verwundeten ihn. Vor der Polizei verweigerte Madden eine Identifizierung der Täter; bald darauf wurden jedoch einige Mitglieder der Hudson Dusters ermordet aufgefunden.
Auch im Labor Racketeering hatten sich die Gophers engagiert; im ersten Labor Slugger War von 1913 bis 1917 hatten sich die kleineren Banden zusammengeschlossen, um gegen die zahlenmäßig stärkeren Schlägergruppen von Benjamin Fein und Joseph Rosenzweig zu bestehen. So kam es Ende 1913 zu einer Schießerei mit sehr vielen Beteiligten an der Grand Street und der Forsyth Street.
1914 geriet Madden mit „Little Patsy Doyle“ (alias William Moore) über eine Frau namens Freda Horner in Streit. Doyle, Mitglied der Hudson Dusters, informierte daraufhin die Polizei über Aktivitäten Maddens, um ihn auf diese Weise aus dem Verkehr zu ziehen. Über Margaret Everdeane, eine Freundin von Freda Horner, arrangierte Madden ein Treffen mit Doyle und ermordete ihn bei dieser Zusammenkunft am 28. November 1914.
Madden wurde für diesen Mord zu zwanzig Jahren Gefängnis in Sing Sing verurteilt, wo er Kontakte zu alten Bekannten aus der Lower East Side knüpfte; insbesondere Alessandro Vollero, Joseph Valachi und Jimmy DeStefano von den Five Pointers.

### Prohibition
Nach neun Jahren Haft wurde Madden im Januar 1923 auf Bewährung freigelassen. Im Gegensatz zu anderen alten Gangstergrößen fasste er in der seit 1920 bestehenden Alkoholprohibition Fuß, obwohl es die Gophers und andere klassische Banden nicht mehr gab. Allerdings benötigte Larry Fay, ein altes Gophersmitglied, die physische Stärke von Madden für seine Geschäfte. Er betrieb ein Taxiunternehmen, das er durch seine Einnahmen aus Schmuggel von kanadischem Whiskey aufgebaut hatte. Im Kampf um die lukrativsten Standplätze entlang des Broadway übernahm Madden schnell handgreifliche Führungsarbeit. Als Fay bald in den Milchhandel expandierte, hatte Madden genug Erfahrung gesammelt und Kontakte geknüpft, um seine eigene Organisation aufzubauen.
Für Fay waren die illegalen Aktivitäten nur Mittel zum Zweck gewesen, um sich Finanzmittel für eher legale Geschäfte zu besorgen. Madden hingegen war vor allem an den hohen Gewinnraten rein illegaler Aktivitäten interessiert und begnügte sich nicht mehr mit dem einfachen Schmuggel. 1924 begann er Lieferungen anderer Gangster zu überfallen, wovon insbesondere „Big Bill“ Dwyer betroffen war. Dwyer erkannte schnell, dass es besser war, Madden zum Partner zu machen.

### Cotton Club
Auch Madden erkannte den Vorteil von Partnerschaften. Zusammen mit seinem alten Rivalen George „Big Frenchy“ De Mange gründete er den legendären Cotton Club in Harlem, indem sie den Laden des Boxers Jack Johnson übernahmen.
Madden stieg kurz vor Ende der Prohibition aus dem Alkoholgeschäft aus und begann 1931 seine Aktivitäten als Boxpromoter. Seine Partner Duffy und DeMange beteiligten sich ebenfalls. Bald kontrollierten sie Karrieren von zahlreichen bedeutenden Boxern, z. B. die von Max Baer und Primo Carnera.

### Vincent Coll
Aus Alkoholschmugglerzeiten hatte Madden auch mit Dutch Schultz zusammengearbeitet. Dieser war in Konflikt mit Vincent „Mad Dog“ Coll geraten. Coll, ebenfalls ein ehemaliges Mitglied der Gophers, hatte einen Überfall auf die Sheffield Farms-Molkerei ausgeführt, welche sich im Einflussgebiet von Schultz befand. Anstatt aber die Zurechtweisung seines Bosses zu akzeptieren, verlangte Coll nun als gleichberechtigter Partner behandelt und an den dessen Geschäften beteiligt zu werden. Schultz stellte Coll das Ultimatum, entweder die alten Bedingungen zu akzeptieren oder zu verschwinden. Auch Madden intervenierte und versuchte Coll zu überzeugen. Ein Treffen im Stork Club, dessen stiller Teilhaber Madden zusammen mit George DeMange und „Big Bill“ Dwyer war, führte jedoch zu keinem Ergebnis.
Um den Sommer 1930 begann Coll zusammen mit seinen Anhängern zunehmend Überfälle im Gebiet von Madden und Schultz durchzuführen. Ein weiteres Ultimatum von Schultz an Coll, sich entweder aus dem Alkoholschmuggel herauszuhalten oder umgebracht zu werden, wurde ebenfalls ignoriert. Vielmehr ging Coll vermutlich selbst zum Angriff über, denn in den Anfangsmonaten von 1931 wurden mindestens zehn Angehörige der Seven Group ermordet; darunter Carmine Borelli, welcher sich geweigert hatte, seinen Boss Dutch Schultz in einen Hinterhalt zu locken. Die Seven Group schlug jedoch zurück und ermordete Colls Bruder Peter.
Im Zuge der Auseinandersetzung im Hell’s Kitchen entführte Coll auch Madden und DeMange und kassierte Lösegeld. Schultz drängte weiter auf die Tötung Colls. Dies gelang, als dieser gerade ein Telefongespräch mit Madden führte und in der Telefonzelle mit einer Maschinenpistole erschossen wurde. Die Beteiligung an der Ermordung Colls wurde Madden als Bruch seiner Bewährungsauflagen angelastet und er wurde am 7. Juli 1932 wieder in Sing Sing inhaftiert. Die Pflege seiner Katze übernahm in dieser Zeit der Broadway-Fotograf Hal Phyfe. Allerdings wurde er schon 1933 wieder freigelassen, kurz bevor die Prohibition endete.

### Hot Springs (Arkansas)
Nach der Haft ging Madden nach Hot Springs. Einerseits wollte er damit den juristischen Nachstellungen in New York entkommen, andererseits hatte er registriert, dass seine Zeit als Gangster in New York vorüber war. Mittlerweile war Dutch Schultz erschossen worden und die Fünf Familien der La Cosa Nostra begannen das Verbrechen in New York zu dominieren.
In Hot Springs baute er ein kleines Hotel und Casino auf und engagierte sich auch dort in illegalen Glücksspielaktivitäten. Er unterhielt weiterhin gute Kontakte zur Unterwelt von New York und sein Hotel wurde von zahlreichen Mobstern der Metropole besucht; z. B. wenn es galt, sich für kurze Zeit der Aufmerksamkeit von Justiz oder Rivalen zu entziehen. So hielt sich z. B. 1935 Lucky Luciano bei Madden auf, als er vom Staatsanwalt Thomas E. Dewey gesucht wurde.
1943 wurde Madden US-amerikanischer Staatsbürger. 1965 starb er an einem Lungenemphysem und wurde auf dem Greenwood Cemetery beerdigt.

## Adaptionen
- 1984: im Film Cotton Club wird Madden durch Bob Hoskins verkörpert.